# マーヴェラス 〜もうひとつの宝島〜
『マーヴェラス 〜もうひとつの宝島〜』（マーヴェラス もうひとつのたからじま）は、1996年10月26日に任天堂が発売したスーパーファミコン用アクションアドベンチャーゲーム。開発は任天堂とSRD。日本国外では未発売。
発売前後には体験版を兼ねたイベントゲーム『BSマーヴェラス タイムアスレチック』（ビーエス マーヴェラス タイムアスレチック）と『BSマーヴェラス キャンプアーノルド』（ビーエス マーヴェラス キャンプアーノルド）がサテラビュー専用データ放送番組として供給された。
2014年2月12日にはWii U用バーチャルコンソールソフトとして配信、2024年4月12日には、Nintendo Switch Online加入者用ソフト『スーパーファミコン Nintendo Classics』向けに配信された。

## 概要
夏休みにキャンプ島で先生やクラスメイトとともにキャンプの授業を受けていた12歳の平凡な少年「ディオン」「マックス」「ジャック」の3人組が、伝説の海賊「キャプテン・マーヴェリック」の隠した財宝「マーヴェラス」をめぐる事件に巻き込まれ、先生の救出と財宝の入手に必要なクリスタルを探すため、財宝の秘密を知るサルのウィンキーや小鳥のピラックとともに海賊船へ乗り込み、行く先々の謎を解く物語のアクションアドベンチャーゲームである。
本作は1990年代初頭に開発が進められたスーパーファミコン用CD-ROMシステムのゲームとして企画された。この段階ではアニメによるムービーシーンを盛り込み、主人公の少年3人が悪の海賊と戦うキャプテン・マーヴェリックの足跡を追いながら冒険をする内容とされ、京都アニメーションによりアニメの試作品も制作された。しかしCD-ROMシステムの開発が中止されたためムービーシーンの導入を断念し、ロムカセット用ソフトとして企画やシナリオ・キャラクター設定の変更がされるとともに、本作の特徴となる「サーチシステム」が考案された。
1996年1月にはゲームの世界を発売前に体験できるランキングイベント付きゲーム『BSマーヴェラス タイムアスレチック』がサテラビュー用データ放送番組として供給された。このゲーム内で本編にあたる製品版は1996年4月発売予定と公表されたが、開発の遅れにより延期された。その後1996年10月に製品版となる『マーヴェラス 〜もうひとつの宝島〜』が発売され、11月にはタイムアスレチックの基本ルールはそのままにマップとラジオ音声を一新した『BSマーヴェラス キャンプアーノルド』が放送された。
プロデューサーは上村雅之。ディレクターはこの後に『ゼルダの伝説シリーズ』の制作へ参加した小野塚英二。音楽は尾崎裕一。プログラムは『ゼルダの伝説 神々のトライフォース』（1991年）のスタッフが中心となり開発した。発売当時テレビCMは制作・放送されなかったが、サテラビュー向けデータ放送では各ゲームの遊び方を説明するマガジン番組受信時に文章と画像による広告が挿入された。任天堂の1社提供テレビ東京系バラエティ番組『64マリオスタジアム』（1996年 - 2000年）では数週に渡り特集が放送され、 神々のトライフォーススタッフによる新作ゲームとして紹介された。製品の箱にはグラフィックおよび処理速度を向上させる「SA1チップ」がカセットへ搭載されていること、サーチシステムの説明、さらに「任天堂初の本格ACT（アクション）アドベンチャーゲーム登場!!」のキャッチコピーが掲載された。

## ゲームシステム
プレイヤーは主人公の少年3人組を操作し、トップビューで表示されるフィールドマップを探索しながら、少年たちがそれぞれ持つ特技や入手したアイテムを使う、画面内を調査する、話す、3人を協力させるなどしながら謎を解き、全5章で構成された物語を進めていく。少年たちにはそれぞれライフが設定されており、敵の攻撃を受ける・罠や障害物に当たるなどするとライフが減る。1人でもライフがなくなるとゲームオーバーとなり、特定の地点からやり直しとなる。
このゲームは多数用意されたアクションと道具を使い分け謎解きを進めるシステム・画面構成やグラフィックが『ゼルダの伝説 神々のトライフォース』と類似する。青沼は開発者インタビューにおいてSA1チップの機能説明をする際に「『3人ゼルダ』を可能にするチップ」と表現するとともに、「メインプログラマがゼルダスタッフなのでアクションや世界観は受け継いでいる部分があると思う。」との趣旨の発言をした。さらに任天堂ホームページではゼルダの伝説と、同社が1987年に発売したテキストアドベンチャーゲーム『ふぁみこんむかし話 新・鬼ヶ島』との融合作として紹介された
。本作の特色として、ボタン操作でリーダーハット・トランシーバー・ホイッスルのアイテムを用い主人公の少年3人にチームを組ませ一緒に行動させる、または切り替えながら別々に行動させるなど、状況に応じ操作するキャラクターを任意に変更・交代できる機能と、フィールド画面上で画面内の物や人物などを調査できる「サーチシステム」がある。

### サーチシステム
強制イベントを除くフィールド画面でAボタンを押すと画面が静止し、指印のカーソルが表示される。このカーソルを操作し画面内の人物や特定の場所・物を指すと?マークに変化する場合があるので、Aボタンを押すことにより遠くから話をする・情報を得るなどの行動をとることができる。これを「サーチシステム」という。さらに会話や情報収集をするだけでなくフィールド画面から「コマンドウィンドウ」画面に移行する場合もある。ここではより詳しい話や調査ができる「チェック」、少年3人を協力させる「チームワーク」、持っているアイテムを使う「アイテム」のコマンドを利用することができる。

## 用語
クリスタルボール
キャプテン・マーヴェリックが残した4つの丸いクリスタル。大きさは大人の手のひら大。赤、青、黄、緑の4色がある。4つ全て集めると、マーヴェリックの財宝を入手することができると言われている。普通のクリスタルではないようでそれ自体に不思議な力があり、ゲーム中ではこのクリスタルの力によって様々な現象や異変が起こっている。
- 赤色のクリスタルは、キャンプ島の洞窟に隠されている。他のクリスタルのありかを示すコンパスとして機能する。海賊のキング・ブルとその一味は、レッドクリスタルを手に入れるためキャンプ島へ上陸する。
- 青色のクリスタルは、第2章で訪れる町の宝。町はずれに住むインディオは「時の神の物」と呼び、「時を操る術」の儀式に必要なものとしている。発見者は、生前から町で英雄として讃えられる海賊ベンソン。
- 黄色のクリスタルは、第3章で訪れる島の植物に影響をもたらし、ある植物が村のバオバブの木に寄生するようになった。発見者はスミス博士。
- 緑色のクリスタルは、第4章で訪れるギンガム王国を小さくしてしまう。発見者は国王で、森で見つけて庭のアクセントとして飾っていた。

ラックロック
船の燃料や貨幣の代わりになる黄色い石。少年3人組の担任であるジーナ先生はこの石を好んでいる。フィールドに落ちているほか、ミニゲームで増やすこともできる。たくさん集めるとゲーム中で評価が上がる。
3つのカギ
ウィンキーが長老から託された3つのカギ。それぞれ赤、緑、青と色が違っており、少年3人組に1本ずつ託される。
島に眠る秘密を解くカギであるが、持つ者の人生を変えてしまうと言われている。赤のカギは小さく、緑のカギは大きく、青のカギはノッポと、少年3人組と同じ特徴となっている。
キャンプ島
少年3人組のクラスが夏のキャンプでやってきた島。島の北側には洞窟と大きな遺跡がある。第1章では遺跡の入口までを、第5章では遺跡内部を冒険することになる。
マーヴェリックがこの島の遺跡に自分の財宝を隠し、更に数多くの仕掛けを施す。自分の船と洞窟にはその財宝の在処を示すレッドクリスタルを保存。ウィンキー達サルの一族は、それに関連する3つのカギを代々守ってきた。
バオバブの木
第3章に登場する木。この木から採取されるオイルは評判もよく、町でも販売されている。イエロークリスタルの効力によってより活発となり、更に良いオイルが採取できるようになった。
寄生植物
バオバブの木に寄生している植物。以前は他の植物に栄養を搾取される側だったがイエロークリスタルの影響で活発になり、バオバブの木に寄生して栄養を搾取する側となり、ついに擬態能力まで手に入れてしまう。
自らを守るため、クリスタル発見者のスミス博士とその飼い犬ソックス、イエロークリスタルを盗もうと企んだ管理事務所長に化け、クリスタルとバオバブの木を奪われまいと少年3人組に襲いかかる。塩水に弱く、触れると動きを止めたり、擬態を維持できなくなる。元々は赤い花を咲かせる小さな植物だった。
ギンガム王国
第4章の舞台となる国で、第1章で少年3人組の仲間に加わる小人のポリーの故郷。クリスタルボールの影響で国全体が小さくなってしまい（住人は周囲が巨大化したと思っていた）、彼らが呼ぶ「青き者」という巨大なアリに襲われていた。
気温がとても高く、国王のいる城内の扇風機を止めると室温が一気に上がり兵士たちが動けなくなってしまう。
青き者
ギンガム王国に現れた巨大なアリ。体が青いためこう呼ばれている。大ボスは女王アリ。
アントバスター
青き者の撃退のため、ギンガム王国側近のハザンが開発した薬品。製造には森のカイガラ、金のしずく、カエルのシッポ、銀の糸、森のコートと呼ばれる5つの材料が必要で、少年3人組に材料集めを依頼する。

## 登場人物

### 主要人物
主人公となる少年3人の名前は変更できないが、プレイヤーはゲーム開始時に3人組のチーム名を入力する。少年3人は入手したアイテムによりそれぞれ異なるアクションをとることができる。
ディオン
少年3人組の1人。金髪で赤いベストを着ている小柄な少年。動きが機敏で他の2人よりも移動速度が速いほか、狭い場所に入ることができる。ダッシュシューズによる「ダッシュ」、ミットとボールによる「キャッチボール」などのアクションが可能。第4章で撮影するレントゲン写真では心臓が早く動いており「臆病」と称される。
BSマーヴェラスでは、受信カセットのプレイヤーキャラクターがディオンに変装させられ代役を務める。
マックス
少年3人組の1人。茶髪で緑のオーバーオールを着ている太っちょ。移動速度は3人の中で最も遅いが、水中での移動速度は他の2人より速い。力が強くスポーツが得意。サッカーシューズによる「キック」、水中メガネによる「潜水」などのアクションが可能。レントゲン写真では体内のほとんどが胃袋となっている。
ジャック
少年3人組の1人。青いズボンと髪の毛・眼鏡のノッポ。移動速度はディオンには劣るがマックスよりわずかに速い。頭を使うことや工作が得意。釣竿による「釣り」、ジャンプブーツによる「ジャンプ」などのアクションが可能。かけている眼鏡はレントゲンにもしっかり映る。
ジーナ先生
少年3人組が所属するクラスの担任を務める女性教師。操作キャラクターを示す「リーダーハット」を少年3人組に与える。少年3人組が手に入れたクリスタルボールを奪おうと目論む海賊により人質としてさらわれてしまう。宝石のラックロックが好き。ネズミが苦手で、姿を見ると泣き叫んで動けなくなってしまう。
『BSマーヴェラス タイムアスレチック』のラジオ音声ではメインパーソナリティを担当した。
ウィンキー
キャンプ島に住むサル。キャンプ島の秘密を代々受け継いできたサル一族の1匹。16歳の誕生日を迎え、長老から3つのカギを託され、後に少年3人組とともに旅をする。言葉がカタコトなため理解しにくい場合があるが、勘が鋭いようで、話を聞くとヒントになっていることもある。
ピラック
キャンプ島に住む黄色い小鳥。少年3人組とともに旅をし、ラックロック数個と引き換えに謎解きのヒントを与える。ホイッスルを鳴らすと一部の場所を除くほぼ全ての場所に一瞬で現れる。
キング・ブル
自ら大海賊と名乗るヒゲ面の大男。キャプテン・マーヴェリックの財宝を入手するため子分とともにキャンプ島へ上陸し、島の秘密を知るサルたちを捕える。だが少年3人組の妨害にあい、彼らが入手したレッドクリスタルと引き換えに、ジーナ先生を誘拐する。第2章の舞台となる町が彼の故郷で、その町の英雄・ベンソンが彼の父親。後述の子分のパッチーズとは同じ町の出身者でお互いの実家が目の前にあり、パッチーズの両親もベンソンの子分だったので、親子2代の付き合いとなる。
パッチーズ
キング・ブルの子分である小さな体の男3人組。3つ子で全員同じアイパッチ・横縞のシャツ・バンダナを身に付けており区別がつかない。ちなみにパッチーズとはキング・ブルが命名したもので、本名ではない。
キャプテン・マーヴェリック
伝説の大海賊。ゲーム中に登場しないが、オープニングデモで「手段を選ばない荒くれ者たちの中で、広い知識とすぐれた才能で一風変わった海賊として有名だった」という彼の人となりが紹介される。
時代の流れによって海賊の存在が消えていく頃、彼は自身が見つけた財宝をある島に隠し、4つのクリスタルボールと多くの仕掛けを施し、「私の財宝を手に入れたい物は、私の仕掛けた謎解きに挑戦してみせよ」と当時の新聞で発表した。彼の財宝は「マーヴェラス」と呼ばれており、ゲームの終盤で登場する。

### その他の登場人物

#### 第1章 キャンプ島の夏
ジム
少年3人組の学友でガキ大将。ノッポとチビの子分がいる。キャンプ中も自分の仕事をせずに他のチームにイタズラしたり、ジーナ先生の悪口を言ったりするが、素直ではないだけで根が悪い子ではなく、手紙にも少年3人組に必ず帰ってくるようにと心配する旨が記されている。
子分二人によれば猪突猛進なタイプで、ジーナ先生のことも本当は慕っており、後述のガリベン君の手紙には、ジーナ先生がさらわれた時、彼女を助けに向かったのではないかと推測される一文が書かれている。彼のテント内でラックロックをかけたミニゲームが行われており、時間をかければジムが持つ全てのラックロックを入手することも可能。
第1章で手紙を残して他の学友たちと先に町へ帰るが、第5章では少年3人組とジーナ先生を捜しに海軍、アーノルド先生と共に島へ戻ってくる。第2章でそっくりのキャラクターが登場するが、関係は不明。
ドロシー
少年3人組の学友で、女子チーム「ワガママGAL」チームのリーダー。ランチ制作担当のため、少年3人組にたきぎ集めを指示する。気の強い性格。
ガリベン君
少年3人組の学友で、眼鏡をかけた少年（チームメイトも眼鏡をかけている）。序盤で少年3人組にコマンドの使い方を教えてくれる。ジーナ先生がさらわれた時はトランシーバーをくれる。ジムのことをよく思っていなかったようだが、ジーナ先生がさらわれた時の状況を聞いてその誤解を解いた様子。
ポリー
島の遺跡へ向かう途中に出会った小人の少女。野犬に襲われていたのを少年3人組に助けられ、冒険に同行する（マックスの所持アイテムの扱い）。強引な所もあるが、根は優しい。
実は第4章の舞台・ギンガム王国のお姫様で、「青き者」の襲撃を受けている国を救うため、3か月前から単身で「青き者」を倒せる者を探す旅に出ていた。第4章の終盤では「青き者」の巣へ直接乗り込み、少年3人組がボスの女王アリと戦う際にはアドバイスを送る。
なお、ポリーの自室にある亡き母の肖像画はマックスとよく似ている。

#### 第2章 海賊ベンソン
シスコ
「死の池」と呼ばれる乾いた池のそばに一人で暮らす女性。昔、父が町の宝を盗んでしまったことで彼女も良く思われておらず、住人を気遣って町へは出ないようにしている。心優しく物知りで、町で暮らす子供から慕われている。将来の夢は先生になること。
インディオ
シスコの父親。故人。生前の過去の時代には、町の水が枯渇してしまう未来を海賊ベンソンに伝え、青のクリスタルボールの時を操る術を用いて彼を未来へと送る。しかし直後に後述のマンマート三兄弟が現れ、宝を盗んだという冤罪をかけられてしまう。後に少年3人組の活躍により歴史が刷新され、ベンソンとともに讃えられるようになった。
クリストファー・ベンソン
町の英雄と言われている大海賊。故人。インディオの術により未来を訪れ、所持していた青のクリスタルボールを少年3人組に託す。キング・ブルの父親でパッチーズの両親の親分。
カラス
インディオの墓で墓守をしているカラス。墓には誰も近寄らせまいと警戒しており、近寄る者には突進して追い払う。卵から孵った直後にそばにいたシスコのことを慕っている。
ペンギン
過去の時代にあるペンギンの池（後の死の池）に住むペンギン。地下に眠るものを探し当てる力を持っていて、何かを感じるとそこに足跡をつける。予知能力も持っているらしい。ただ、求愛行動のシーズン中で、お見合いを終わらせないと協力してくれない。「ペギ」と鳴く。
カエル
ペンギンの池に生息しているカエル。池に居るペンギンのカップルたちを快く思っておらず、不平を漏らしている。空腹らしく、餌のかかって無い釣り針でも飲み込みたいと言っている。
マンマート三兄弟
マンマート団と名乗る山賊。インディオを襲って町の宝を盗み出した真犯人達で、インディオに罪をなすりつけた。町の山側を根城としており、大勢の手下たちを従える。「マンマートの仮面」と呼ばれる仮面をつけている。敵のリーダーから倒していくのが掟。
水屋の店主
水が殆ど涸れてしまった海賊の町で、水を売っている人物。その昔インディオから町の水の枯渇の話をされ井戸を掘るよう頼まれたが、インディオの冤罪の件があったため忠告に従わなかった。インディオの時を操る術を知っており、少年3人組にそのヒントを与える。
とあるアイテムの材料を持っているのだが、生活がかかっているからということで、現在所持するラックロックすべてと交換という条件を吹っかけてくる。一定数まで値切れるが、最下価格より値切ろうとすると怒ってしまう。また所持するラックロックが極端に少ないと、問題を3つ出して全問正解すればその所持ラックロック数と交換してくれる。
保安官
海賊の町唯一の保安官だが頼りない。ブルドッグを飼っている。父親の代から保安官をしているが、親子そろってカエルが苦手。
ジャム
ジムによく似た少年。ラックロックが増やせるサッカー風ミニゲーム屋をしている。

#### 第3章 バオバブの木
スミス博士
バオバブの木について研究している博士。村の中で一際大きな家に住んでいる。ソックスという犬を飼っている。バオバブの木から良質なオイルが取れることを発見し、町へ売りだして村の生活を豊かにした。黄のクリスタルボールを発見したことでバオバブの木に寄生する植物が誕生し、騒動に巻き込まれてしまう。
フィリップ・マーロー
3人の助手と共に島に訪れた生物学者で、植物に詳しい。少々自画自賛気味だが気さくな人で、寄生植物事件の手助けをしてくれる。
フィリップ博士の助手
テントで博士の手伝いをしている助手。名前は不明。
ジェニファー
フィリップ博士の助手。カメラを持ち歩いており、少年3人組のことも撮影してくれる。
アレン
フィリップ博士の助手で、動物たちの声を録音する仕事をしている。少年3人組にテープレコーダーを預けた。
オスゴリラとメスゴリラ
森に生息するサルたちのボスのオスゴリラと、マドンナ的存在のメスゴリラ。オスゴリラは28歳で彼女募集中。メスゴリラの方も彼氏募集中。2匹の声を録音して互いに聞かせると仲睦まじくなる。
三つ子
同じ顔の3人組。だが一人は別の家の子供で、残り二人はジャンとケンという双子の兄弟。双子はリズム感が優れており、激しい音楽を聞くと踊りだす。もう一人は手先が器用で、別人そっくりのマスクを作ることができる。大人になったらマスク制作の腕を活かして映画の仕事がしたいらしい。彼曰く「今の映画界はCGに頼りすぎている」とのこと。
マイク
都会的な格好をした男性。気取っているがネズミの声を聞いただけで震える臆病者。村人の人数を把握している。
ボブとジャッキー
ボクサー風の体格をした男性と全身をフードで覆った女性の夫婦。生活費を稼ぐためとして、コイン1枚と引き換えにボブがマックスとボクシング対決を行う。対決に負けた後には真面目に働くと約束する。
管理事務所長
村の管理事務所の所長。だが本当は村の住人ではなく、スミス博士が見つけたクリスタルボールを盗もうと住人になりすまし、バオバブの木の根へ繋がる洞窟へのカギを盗み出した。だがその部屋に保管されていた寄生植物に襲われ、寄生植物に閉じ込められてしまう。

#### 第4章 リリパット王国
ハザン
ギンガム王国に仕える老人。科学者でもあるようで「青き者」を倒す兵器「アントバスター」を開発しており、材料集めを少年3人組に依頼する。
サルモ
ギンガム王国に仕える男性。中華服を着用し女性のような口調で喋るが、昔は国一番の戦士だったらしい。
ギンガム3世
ギンガム国の王でポリーの父。当初ポリーをかどわかしたとして少年3人組を捕らえる。庭作りが趣味で、彼が緑のクリスタルを発見して庭に飾ったことで国全体が小さくなってしまった。気温の高い国なので、パンツ一丁にガウンという格好をしている。後述のセザールが描いている絵には「生誕50周年記念」と記されている。
セザール・オ・エナイ
国王お抱えの画家。語尾に「ザンス」とつける。3日後の国王の誕生日までに「見かえり国王」という絵を完成させなければならないが、森の巨大クモに襲われて利き腕を負傷したうえ、絵描き道具の絵の具を無くしてしまう。のちに絵の具を発見した少年3人組に対し、自身に代わり絵を完成させるよう頼む。

#### 第5章 ジーナ先生・・・
アーノルド先生
少年3人組が通う学校の男性教師。担当教科は体育で、筋骨隆々とした体格をしている。ジーナ先生が好き。キャンプ島で行方不明となった少年3人組とジーナ先生を捜すため、ジムと海軍を伴い、島へやってきた。少年3人組との対面後、ジーナ先生がいると思われる洞窟に入る許可証が必要だという少年たちに対し、自身が持つ許可証に書かれている自身の名前部分を破り捨てて手渡すという男気を見せる。
『BSマーヴェラスキャンプアーノルド』のラジオ音声ではメインパーソナリティを担当した。
大佐
キャンプ島で行方不明になった少年3人組とジーナ先生の捜索の為、ジムとアーノルド先生が連れてきた海軍の大佐。白いひげを蓄えた初老の人物。

## 移植版
| No. | タイトル                             | 発売日        | 対応機種        | 開発元           | 発売元 | メディア                              | 備考                  | 出典                    |
| --- | ------------------------------------ | ------------- | --------------- | ---------------- | ------ | ------------------------------------- | --------------------- | ----------------------- |
| 1   | マーヴェラス 〜もうひとつの宝島〜    | 2014年2月12日 | Wii U           | 任天堂開発第二部 | 任天堂 | ダウンロード （バーチャルコンソール） | 2024年3月28日販売終了 | [ 2 ]                   |
| 2   | スーパーファミコン Nintendo Classics | 2024年4月12日 | Nintendo Switch | 任天堂           | 任天堂 | ダウンロード                          | -                     | [ 3 ] [ 7 ] [ 8 ] [ 9 ] |

## スタッフ
- グラフィック：小野塚英二、高野充浩、土山芳紀、三島幹雄、松原祥
- サウンド：尾崎裕一
- メイン・プログラム：副島康成
- オブジェクト・プログラム：西山達夫、葛原貴光
- プログラム：佐々木誠、住吉伸啓、樽角真澄、笠松栄弘、竹谷康範
- テクニカル・サポート：池田昭夫、中郷俊彦
- タイトルロゴ、パッケージ・デザイン：古庄伸、井澤圭子
- スペシャル・サンクス：野本佳裕、能登英司、中塚章人、坂本哲哉、西田勝、SMCデバックチーム
- サブ・ディレクター：高野充浩
- ディレクター：小野塚英二
- プロデューサー：上村雅之
- エグゼクティブ・プロデューサー：山内溥

## 評価
ゲーム誌『ファミ通』の「クロスレビュー」では合計29点（満40点）、『ファミリーコンピュータMagazine』の読者投票による「ゲーム通信簿」での評価は以下の通り、23.5点（満30点）となっている。
| 項目 | キャラクタ | 音楽 | お買い得度 | 操作性 | 熱中度 | オリジナリティ | 総合 |
| 得点 | 4.0        | 3.7  | 4.0        | 3.8    | 3.9    | 4.0            | 23.5 |

## BSマーヴェラス
スタンプラリーをコンピュータゲーム化した作品。セント・ギガがBSアナログ放送で実施したサテラビュー向け放送番組として、1996年1月に『BSマーヴェラス タイムアスレチック』を、同年11月には『BSマーヴェラス キャンプアーノルド』を各々4週に渡り4コース、全8コース放送した。
この番組はラジオ番組とデータ放送によるゲームを連動させたサウンドリンクゲームとして制作・放送された。ラジオ番組ではBGMのほか、増山江威子演じるジーナ先生と内海賢二演じるアーノルド先生らキャラクターたちによるラジオドラマが展開され、ゲームのヒントが提供された。
いずれも物語上の時系列は製品版よりも前にあたり、スタンプラリーは製品版で少年たちが参加するキャンプの予行演習とされた。さらに少年3人のうちディオンは本人ではなく、受信カセットのプレイヤーキャラクターとなる少年または少女がディオンに変装し参加する設定とされた。
2004年発売の『ゼルダの伝説 4つの剣+』に収録された「ナビトラッカーズ」は本作を原型として開発された。

### ルール
それぞれ異なる特技と道具を持つディオン役のプレイヤー・マックス・ジャックのいずれか1人を操作してフィールドマップの隅々をめぐり、最大1時間弱の制限時間内に9人のスタンプ係「スタンパー」からすべてのスタンプを集めるとともに、フィールド上やミニゲームなどで入手できる黄色い宝石「ラックロック」を多く集めることがゲームの目的である。初回放送期間にはスタンプを全て集めるまでの時間とラックロックの数を競うランキングを開催するとともに、ランキングの順位または抽選による景品のプレゼントも実施され、これらに応募する場合にはゲーム終了時に表示されたパスワードと住所・氏名などの個人情報をハガキまたはファクスにより放送局へ送る必要があった。
スタンパーはそれぞれ1番から9番までのスタンプを1つずつ持ち、フィールドマップ内のある場所に留まっている。プレイヤーは1番のスタンパーから番号順に話しかけるとスタンプを入手できる。順番の異なるスタンパーに話しかけた場合スタンプを入手することはできず、その1つ前のスタンプを持つスタンパーの画像がヒントとして表示される。スタンパーの中には通常では進入できない場所にいる者や姿を隠している者もおり、これらのスタンパーに会うためには操作キャラクターの特技やアイテムを使う、フィールドマップ内をサーチシステムとコマンドウィンドウ画面で調べるなどして謎を解かなければならない。
BSマーヴェラスのゲームシステムは製品版といくつかの違いがある。少年3人にチームを組ませることはできず常に1人のみで探索を進めていき、操作するキャラクターはスタート地点にあるテントの中でのみ切り替えることができる。コマンドウィンドウ画面ではチームワークのコマンドを使用することはできず、ライフやゲームオーバーの概念もない。
| セント・ギガ 日曜日－土曜日 18:00 - 19:00 スーパーファミコンアワー 音声連動ゲーム枠                                  | セント・ギガ 日曜日－土曜日 18:00 - 19:00 スーパーファミコンアワー 音声連動ゲーム枠                                                                      | セント・ギガ 日曜日－土曜日 18:00 - 19:00 スーパーファミコンアワー 音声連動ゲーム枠 |
| 前番組 | 番組名 | 次番組                                                                              |
| --- | --- | ----------------------------------------------------------------------------------- |
| BSゼルダの伝説 MAP2                                                                                                  | BSマーヴェラス タイムアスレチック (日 - 水曜・1996年1月7日 - 1月31日) - BSモノポリー講座 ボードウォークへの道 再放送 (木 - 土曜・1996年1月11日 - 2月3日) | BSドラゴンクエストI (日 - 金曜)                                                     |
| セント・ギガ 日曜日－金曜日 18:00 - 19:00 月曜日－土曜日 1:00 - 2:00 スーパーファミコンアワー サウンドリンクゲーム枠 | |                                                                                     |
| サウンドジャーナル ～Jポップ・グラフィティー SINCE1980～                                                             | BSマーヴェラス キャンプアーノルド (1996年11月3日 - 11月29日) (1996年11月4日 - 11月30日)                                                                  | サテラQ 年末ジャンボ宝クイズ                                                        |